# Селище (Большедворское сельское поселение)
Селище — деревня в Большедворском сельском поселении Бокситогорского района Ленинградской области.

## История
Усадище Селище Климантовского Колбежского погоста, упоминается в переписи 1710 года.

СЕЛИЩЕ — деревня Боровского общества, прихода села Званы.

Крестьянских дворов — 22. Строений — 56, в том числе жилых — 26. Мелочная лавка.

Число жителей по семейным спискам 1879 г.: 53 м. п., 48 ж. п.; по приходским сведениям 1879 г.: 53 м. п., 47 ж. п.

Сборник Центрального статистического комитета описывал её так:

СЕЛИЩЕ — деревня бывшая владельческая, дворов — 22, жителей — 154; часовня, лавка. (1885 год)

В конце XIX века — начале XX века деревня административно относилась к Большедворской волости 3-го земского участка 1-го стана Тихвинского уезда Новгородской губернии.

СЕЛИЩЕ — деревня Борковского общества, дворов — 20, жилых домов — 29, число жителей: 50 м. п., 65 ж. п.
 
Занятия жителей — земледелие, лесные заработки, пасека. Часовня. (1910 год)

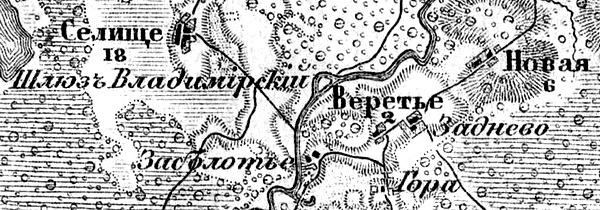
Деревня Селище на карте 1913 года

Согласно карте Новгородской губернии 1913 года, деревня Селище насчитывала 18 крестьянских дворов.
С 1917 по 1918 год деревня входила в состав Большедворской волости Тихвинского уезда Новгородской губернии.
С 1918 года, в составе Череповецкой губернии.
С 1924 года, в составе Пригородной волости.
С 1927 года, в составе Борковского сельсовета Тихвинского района.
В 1928 году население деревни составляло 112 человек.
По данным 1933 года деревня Селище входила в состав Борковского сельсовета Тихвинского района.
С 1952 года, в составе Бокситогорского района.
С 1954 года, в составе Большедворского сельсовета.
С 1963 года, вновь составе Тихвинского района.
С 1965 года вновь в составе Бокситогорского района. В 1965 году население деревни составляло 20 человек.
По данным 1966, 1973 и 1990 годов деревня Селище входила в состав Большедворского сельсовета Бокситогорского района.
В 1997 году в деревне Селище Большедворской волости проживали 2 человека, в 2002 году — 3 человека (все русские).
В 2007 году в деревне Селище Большедворского СП проживали 2 человека, в 2010 году — 3.

## География
Деревня расположена в северо-западной части района к западу от автодороги 41К-283 (подъезд к дер. Борки) на восточном краю Селижского болота.
Расстояние до административного центра поселения — 16 км.
Расстояние до ближайшей железнодорожной станции Большой Двор — 15 км.
К востоку от деревни протекает река Тихвинка.

## Демография
| 1997 | 2002 | 2007 | 2010 | 2017 |
| ---- | ---- | ---- | ---- | ---- |
| 2    | ↗3   | ↘2   | ↗3   | →3   |